# Москва на Хъдсън
Москва на Хъдсън (на английски: Moscow on the Hudson) е американска драматична комедия от 1984 година. Режисьор на филма е Пол Мазурски.

## Сюжет
Действието му се развива по време на Студената война. Владимир Иванов, руски саксофонист, получава рядката възможност за това време да замине на турне в Ню Йорк заедно с цирка, в който работи. Неговият приятел, Анатолий, който е клоун в същия цирк, цял живот мечтае да избяга на Запад, но в последния момент не набира кураж да го направи. Вместо него, дефектира Иванов.
В началото неговият живот е труден, работи на минимално заплащане, бива ограбен, случват му се и други несполуки. Той непрекъснато се страхува, че може да е наблюдаван от КГБ. В края на филма намира работа като саксофонист и свири любимата си музикка.

## Награди и номинации
| Награда       | Категория                              | Номиниран(и) | Резултат  |
| ------------- | -------------------------------------- | ------------ | --------- |
| Златен глобус | Най-добър актьор в мюзикъл или комедия | Робин Уилямс | номинация |